# Trana
Trana is een gemeente in de Italiaanse provincie Turijn (regio Piëmont) en telt 3559 inwoners (31-12-2004). De oppervlakte bedraagt 16,4 km², de bevolkingsdichtheid is 217 inwoners per km².

## Demografie
Trana telt ongeveer 1542 huishoudens. Het aantal inwoners steeg in de periode 1991-2001 met 8,4% volgens cijfers uit de tienjaarlijkse volkstellingen van ISTAT.
| Jaar | Inwoneraantal |
| ---- | ------------- |
| 1991 | 3083          |
| 2001 | 3343          |

## Geografie
De gemeente ligt op ongeveer 372 m boven zeeniveau.
Trana grenst aan de volgende gemeenten: Avigliana, Giaveno, Reano, Sangano, Piossasco, Cumiana.
1. ↑  https://demo.istat.it/?l=it.